# ヨハネス11世 (ローマ教皇)
ヨハネス11世（Ioannes XI、910年 - 935年）は、ローマ教皇（在位：931年 - 935年）。
スポレート公アルベリーコ1世とポルノクラシーで悪名高いマロツィアの息子とされる。リウトプラントとLiber Pontificalisによると、ヨハネス11世はセルギウス3世の実子だとされる（"Johannes, natione Romanus ex patre Sergio papa", "Liber Pont."）。
彼の母はその時代における事実上のローマの支配者であったがために、ヨハネスを聖ペテロの座につけることができた。マロツィアはそれにより教皇を完璧な統制の元に置けるようになったのであった。
マロツィアが排除されると、ヨハネス11世は弟アルベリーコ2世（932年 - 954年）の統制下に置かれた。教皇の自由になる唯一の公務は純粋に霊的な義務を果たすのみとなった。他の全ての公務はアルベリーコ2世を通じて行われた。これは世俗的な事のみならず、教会内部の事柄においてさえそうであった。
アルベリーコ2世は、パリウムをコンスタンティノポリス総大主教のテオフィラクトス（935年）や、ランス大司教アルトー（933年）へ与えよと執拗に迫った。教皇座が最も虐げられていた時代にその座にいたのがヨハネス11世であった。しかし彼は、その頃多くの特権をクリュニー修道院に与えており、それがのちの教会改革運動に繋がることとなる。